# دست‌های آلوده (نمایش تلویزیونی ۱۳۶۳)
دست‌های آلوده نام یک مجموعهٔ نمایشی تلویزیونی (تله‌تئاتر) به کارگردانی «صادق هاتفی» است که در سال ۱۳۶۳ تولید و از شبکه ۱ پخش گردید.

## خلاصه داستان
این تئاتر تلویزیونی، بر اساس نمایشنامهٔ «دست‌های آلوده»، اثر ژان-پل سارتر ساخته و برای اجرای تلویزیونی تنظیم شده بود. «اوگو برین» به منظور اثبات وفاداری و توانایی‌هایش به حزب کمونیست، به همراه همسرش «ژسیکا» در خانهٔ یکی از سران حزب به نام «اِدره» سکنی می‌گزیند. او مأموریت دارد در یک فرصت مناسب «اِدره» را به قتل برساند چرا که عقاید و روش‌های «اِدره» با مقاصد حزب، منافات دارد. «اوگو» وی را به قتل می‌رساند و به پنج سال حبس محکوم می‌شود؛ اما پس از دو سال از زندان آزاد می‌شود و پس از رهایی، در می‌یابد که حزب، همان روش‌های «اِدره» را پیش گرفته‌است.

## بازیگران
- سیاوش طهمورث
- احمد آقالو
- اکبر رحمتی
- حمید لیقوانی
- مریم معترف
- اسماعیل بختیاری
- ارژنگ فرخ پیکر
- مهدی محمدپور
- احمد زاهدی